# 赵喜明
赵喜明（1942年8月—），男，山东栖霞人，中华人民共和国政治人物。中国共产党党员。

## 生平
赵喜明毕业于山东省团校。历任中国青年杂志社编辑，共青团中央宣传部部长、文体部部长、办公厅主任，中国青年政治学院党委书记，全国政协专门委员会综合一局局长、秘书局局长等职。1994年被补选为全国政协副秘书长，2003年卸任。